# HD 147506
HD 147506 (HIP 80076 / HAT-P-2) es una estrella en la constelación de Hércules de magnitud aparente +8,71. En mayo de 2007 se anunció el descubrimiento de un planeta extrasolar en torno a esta estrella.
HD 147506 es una temprana subgigante amarilla de tipo espectral F8 y 6290 K de temperatura, más caliente y luminosa que el Sol. Con un radio entre un 40 % y un 80 % más grande que el radio solar y una luminosidad 4,25 veces mayor que la del Sol, sus características físicas no son muy distintas a las de Zavijava (β Virginis). El menor brillo de HD 147506 se debe a que está unas 12 veces más alejada que ésta, a unos 440 años luz del sistema solar. Su edad se estima en 2400 ± 1400 millones de años.

## Sistema planetario
El planeta extrasolar fue detectado dentro del proyecto HATNet al observarse el tránsito astronómico por delante de la estrella. Denominado HAT-P-2b, es el planeta de «tránsito» más masivo descubierto hasta el momento. Tiene unas 9 veces la masa de Júpiter y un diámetro ligeramente superior a la de este. Su período orbital es de sólo 5,63 días. La gran excentricidad de la órbita (ε = 0,52) puede deberse a la presencia de un segundo planeta masivo alejado, que se encontraría en resonancia orbital con HAT-P-2b.
| Acompañante (En orden desde la estrella) | Masa (MJ)   | Período orbital (días) | Semieje mayor (UA) | Excentricidad   |
| ---------------------------------------- | ----------- | ---------------------- | ------------------ | --------------- |
| HAT-P-2b                                 | 8,74 ± 0,26 | 5,63 ± 0,00013         | 0,06878 ± 0,00068  | 0,5171 ± 0,0033 |